# Spékání
Spékání neboli sintrování, slinutí či slinování je metoda výroby předmětů z práškových hmot jejich zahřátím na vysokou teplotu, avšak pod jejich teplotu tání, přičemž dochází k vzájemnému splynutí práškových částic. Při tomto procesu, který probíhá ve vakuové peci, dochází k přetváření tvarových dílů.
Spékání se tradičně používá pro výrobu keramických předmětů a své moderní využití (slinování nanočásticových keramických materiálů) našlo v práškové metalurgii.

## Prášková metalurgie
Prášková metalurgie spojuje kovy nebo kovy s nekovy ve formě prášků působením tlaku a tepla. Výchozí surovinou je práškový kov, nebo směs prášků různých kovů, popřípadě směs prášků kovu s nekovem. Charakteristickou vlastností prášků je jeho chemická čistota, velikost a tvar částic, mikrostruktura a mikrotvrdost i stav částic (například plasticky deformované, vyžíhané a jiné).
Užívá se jí, když nelze materiály zpracovat jinou technologií (například spojování komponent, které se spolu neslévají). Výhodou je vyšší hospodárnost díky zpracování materiálů s vysokým bodem tavení nebo při sériové výrobě drobných součástí. Prášková metalurgie má také kvalitní výsledky, například vysokou čistotu materiálů, dosažení přesného chemického složení, nebo užití při potřebě dosažení zvláštní struktury (například poréznost). Nevýhodou je naopak menší hutnost materiálů, nižší pevnost a houževnatost vyrobených materiálů a také vysoké náklady na nástroje.

## Výrobní postup
Polotovarem pro spékání jsou práškové hmoty, jež jsou formovány tak, aby se docílilo co největší soudržnosti částic prášku. Proto v práškové metalurgii nesmí velikost zrna překročit 0,60 mm. Předem připravený výlisek je během tepelného zpracování v rozmezí tavicí teploty zhuštěn a vytvrzen. Proces spékání tvoří na sebe navazující fáze, během nichž dochází ke značnému zmenšení pórovitosti a objemu mřížky. V jedné fázi dojde ke zhuštění mřížky, v další se pak výrazně sníží pórovitost výlisku. Nakonec dochází k vytvoření sintrovacích vazeb, jež vznikají za přispění povrchové difuze mezi práškovými částicemi. Tím získává spékaný výlisek pevnost.
Etapy výrobního postupu:
1. Výroba prášků (mechanicky, chemicky, elektrochemicky)
2. Úprava prášků (redukce prášků rozprašováním, sušení prášků, prosévání prášků, míchání prášků, přidávání dalších složek)
3. Lisování prášků (mechanický kontakt práškových částic, vzrůstá teplota, výrobek získává svůj tvar, tlak lisování 200–2000 MPa)
4. Fázové spékání (slinování) výlisků z prášků
5. Konečná úprava výrobků

## Vlastnosti keramických práškových materiálů
- Práškový keramický materiál Al2O3 – velikost do 30 nm[3]
- Práškový keramický materiál ZrO2 – velikost do 8 nm[3]